# Zoran Filipović
Zoran Filipović (Зоран Филиповић)Pipi (n. 6 februarie 1953 la Titograd, Iugoslavia - actual Podgorica, Muntenegru) este un fost jucător de fotbal, actual antrenor. În perioada martie-iunie 2010, a antrenat echipa Ceahlăul Piatra Neamț.
Filipović și-a început cariera de fotbalist la Steaua Roșie Belgrad, pentru care a evoluat peste 10 sezoane, între 1969 și 1980, marcând 302 goluri în 520 de meciuri. A fost golgheterul campionatului iugoslav în sezonul 1976-1977, cu 21 de goluri reușite. Deține recordul clubului pentru cele mai multe goluri marcate în cupele europene - 28.
În străinătate a jucat la Club Brugge, Benfica Lisabona și Boavista FC. Alături de Benfica, a jucat în finala Cupei UEFA din 1983, sezon în care a fost cel mai bun marcator al competiției continentale.

## Cariera de antrenor
Primul angajament al lui Filipović a fost de antrenor secund la Boavista Porto. În 1988 a fost angajat antrenor principal la Salgueiros unde a petrecut cinci sezoane. A promovat echipa din liga secundă portugheză și a dus-o în cupele europene.
În 1994 a ajuns la Benfica, unde a fost antrenor interimar, câștigând Cupa Portugaliei.
La jumătatea anilor '90 a preluat postul de antrenor secund al naționalei Iugoslaviei, condusă de Slobodan Santrač. A părăsit această funcție după Campionatul Mondial din 1998 și a devenit secundul lui Vujadin Boškov la Sampdoria Genova. Nu a petrecut mult timp aici, acceptând oferta de a prelua echipa portugheză Vitória S.C..
În 1999, a revenit la naționala Iugoslaviei, de această dată ca secund al lui Vujadin Boškov, și a participat la EURO 2000.
În 2001, Filipović a preluat pe Steaua Roșie Belgrad pe care a pregătit-o timp de două sezoane, perioadă în care a câștigat Cupa Serbiei. În 2003 a ajuns în Emiratele Arabe Unite, la Al-Shaab.
La 1 februarie 2007 a devenit primul selecționer al naționalei Muntenegrului, echipă proaspăt înființată. Primul său meci a fost un amical împotriva Ungariei, câștigat cu 2-1.
În martie 2010, la două luni după expirarea contractului de selecționer, a preluat conducerea echipei Ceahlăul Piatra Neamț, cu care a semnat un contract pentru șase luni, obiectivul fiind salvarea de la retrogradare. Nu a reușit însă să evite retrogradarea și, după încheierea sezonului 2009-2010 din Liga I, a părăsit pe Ceahlăul.